# Brasserie Demanez
 (avril 2021).
Si vous disposez d'ouvrages ou d'articles de référence ou si vous connaissez des sites web de qualité traitant du thème abordé ici, merci de compléter l'article en donnant les références utiles à sa vérifiabilité et en les liant à la section « Notes et références ».
La brasserie Demanez est une brasserie artisanale belge située à Magerotte dans la commune de Sainte-Ode en province de Luxembourg. Elle produit les bières B.R.

## Histoire
Sébastien Demanez, employé de banque d'origine binchoise décide de changer de vie et de région. Il s'installe dans le petit village ardennais de Magerotte où il transforme une fermette en pierre du pays en brasserie. L'ouverture a lieu en mars 2014. Les installations permettent de produire des brassins de 600 l de bière. La brasserie produit exclusivement des bières produites avec des ingrédients issus de l'agriculture biologique.

## Logo
Plusieurs éléments figurent sur le logo de labrasserie présent sur les étiquettes.
Une roue de chariot représente le métier de charron que pratiquaient les ancêtres de Sébastien Demanez depuis au moins 1713.
Deux épis d'orge et quatre fleurs de houblon sont les principaux ingrédients nécessaires à la fabrication de la bière.
Deux fourquets sont les outils du métier de brasseur.
La couronne est une représentation des remparts de Binche, ville natale de Sébastien Demanez.

## Bières
La brasserie produit cinq variétés de bières de fermentation haute avec refermentation en bouteille de 75 cl et certifiées Bio :
- B.R.Blonde, une bière blonde titrant 6,2 % en volume d'alcool.
- B.R.Triple, une bière blonde triple titrant 9 % en volume d'alcool.
- B.R.Noël, une bière ambrée avec un arôme de baies de genévrier titrant 8,5 % en volume d'alcool.
- B.R.Blanche, une bière blanche titrant 4,5 % en volume d'alcool.
- B.R.Fruitée, une bière blanche fruitée avec arômes naturels de cassis et framboise titrant 4 % en volume d'alcool.

### Sources et liens externes
- Site de la brasserie
- https://terroirlux.be/brasserie-demanez-p/
- Site officiel du tourisme Luxembourg belge